# アルベルトパルクスタディオン
アルベルトパルクスタディオン（Albertparkstadion）は、ベルギー・アントウェルペン州オーステンデにあるサッカー専用スタジアム。KVオーステンデがホームスタジアムとして使用している。

## 概要
1934年の開場から長らく「アルベルトパルクスタディオン」の名称を使用していたが、2016年7月8日に命名権を売り出し、地元の不動産会社であるVersluys社が命名権を買収してフェルスライス・アレーナ (Versluys Arena)と命名された。また、同月中旬から東スタンドの基礎以外を取り壊し、ソーラーパネルが敷かれた屋根を持つ新スタンドを建設する改修工事がスタートし、2016-17シーズン開幕前に竣工した。
2020年7月31日、国内のインテリア装飾を生業にするDiaz社に命名権が移され、ディアズ・アレーナ (Diaz Arena)へ改名された。

## ギャラリー

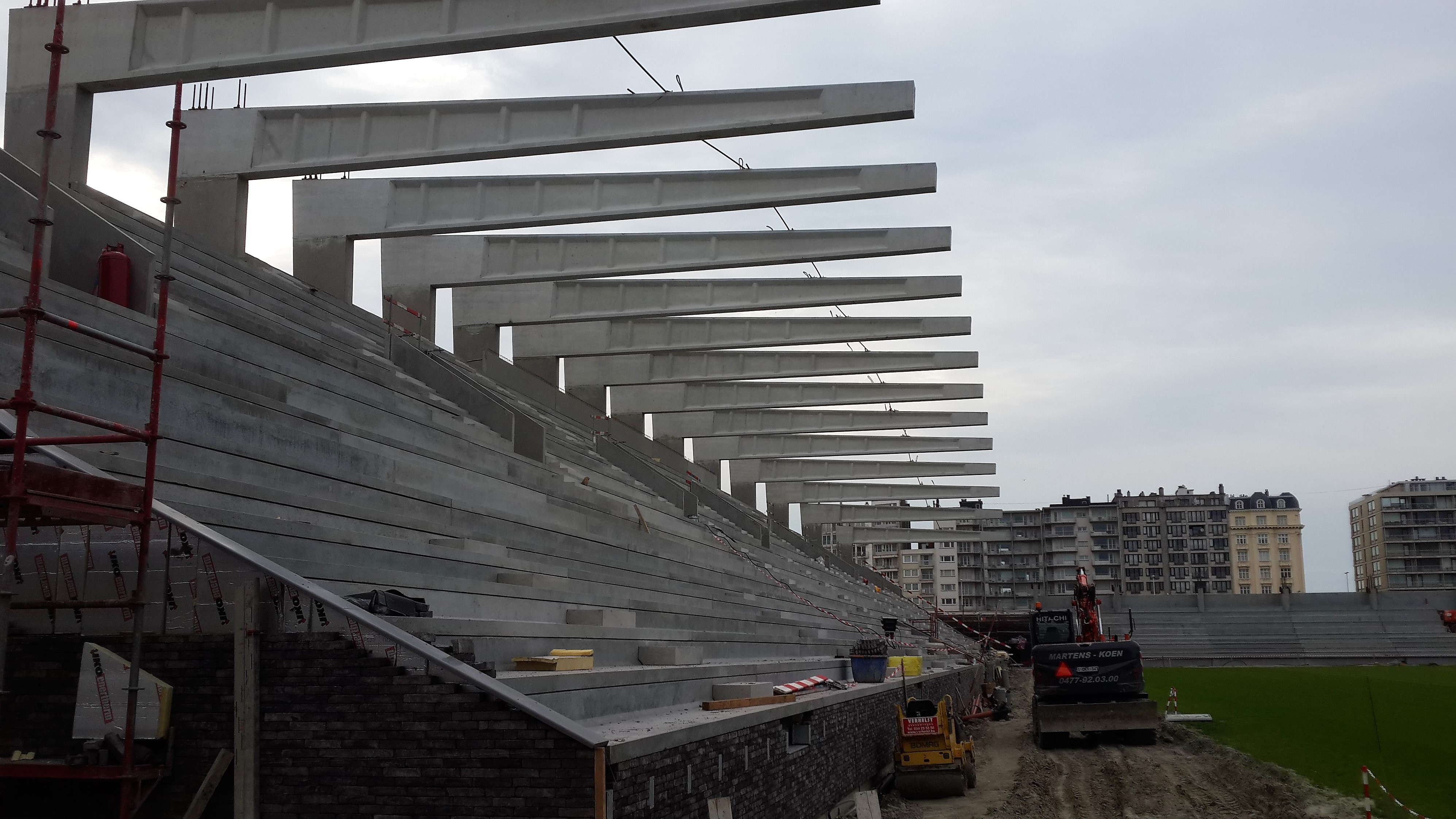
建設中の東スタンド
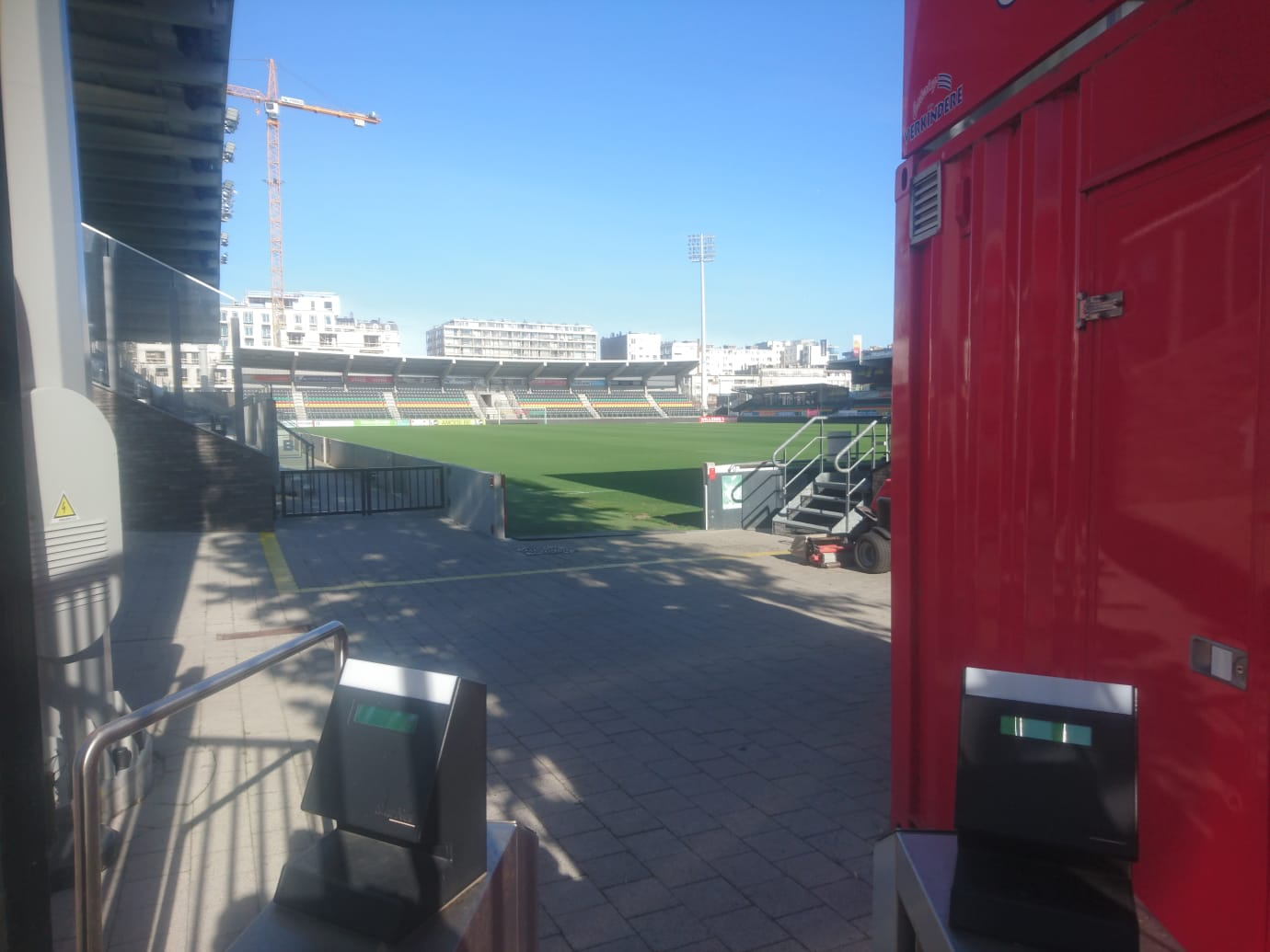
入場口からの眺め